# Proteopithecus
 Proteopithecus  ist eine ausgestorbene Gattung der Primaten, die vor rund 30 Millionen Jahren im Gebiet der heutigen Fossillagerstätte Fayyum in Ägypten vorkam. Das einzige bei Einführung der Gattung bekannte Fossil war ein sehr kleiner, teilweise erhaltener Oberkiefer, der im November 1987 geborgen und 1989 von Elwyn L. Simons als Holotypus zur bislang einzigen Art der Gattung,  Proteopithecus sylviae,  gestellt wurde.

## Namensgebung
Proteopithecus ist ein Neologismus. Die Bezeichnung der Gattung ist abgeleitet aus den griechischen Wörtern πρώτος (altgriechisch gesprochen prótos, „zuerst“) und πίθηκος (gesprochen píthēkos, „Affe“). Proteopithecus bedeutet somit sinngemäß „erster Affe“. Das Epitheton der bislang einzigen wissenschaftlich beschriebenen Art, Proteopithecus sylviae, ehrt die Entdeckerin des 1987 geborgenen Oberkiefers, die argentinische Anthropologin Silvia Cornero.

## Erstbeschreibung
Der Erstbeschreibung von Gattung und Typusart lag als Holotypus das Fossil mit der Sammlungsnummer CGM 41886 zugrunde, das Fragment eines rechten Oberkiefers mit drei erhaltenen Molaren (M1 bis M3; bei M1 fehlt das innere Drittel) und einem zugehörigen Prämolar (P3). Proteopithecus unterscheide sich von Oligopithecus und Catopithecus vor allem durch die Anordnung und die Höhe der Zahnhöcker, zudem sind die Zähne von Proteopithecus rund 15 Prozent kleiner als die Zähne von Catopithecus, dessen Zähne wiederum rund 20 Prozent kleiner sind als die Zähne von Oligopithecus, den Elwyn L. Simons 1962 erstmals wissenschaftlich beschrieben hatte.
Sowohl Proteopithecus als auch Catopithecus, deren Erstbeschreibung in derselben Fachveröffentlichung erschien, wurden als direkte Vorfahren oder zumindest nahe Verwandte der direkten Vorfahren aller „Höheren Primaten“, das heißt der Neuweltaffen und die Altweltaffen, interpretiert. Laut Paleobiology Database stammen die Fossilien beider Arten aus Schichten, die 33,9 bis 28,4 Millionen Jahre alt sind. Sowohl Proteopithecus als auch Catopithecus wurden in der Erstbeschreibung der Familie der Propliopithecidae und darin der Unterfamilie der Oligopithecinae zugeordnet. Spätere Analysen stellten Proteopithecus zur eigenständigen Familie der Proteopithecidae, während Catopithecus die Oligopithecidae repräsentiert. Die Proteopithecidae gehören wiederum zu den Affen, stehen aber außerhalb der beiden Großgruppen der Alt- und Neuweltaffen. Die Oligopithecidae können dagegen als basale Formen der Altweltaffen angesehen werden.

## Weitere Funde
Ende 1997 wurden von Elwyn L. Simons zwei weitere Fossilien zur Art Proteopithecus sylviae gestellt, und zwar zwei gleichfalls in Fayyum entdeckte, recht vollständige und grundsätzlich sehr gut erhaltene, aber in zahlreiche Fragmente zerdrückte Schädel. Diese Funde veranlassten ihn, die Gattung nunmehr der von ihm neu eingeführten Familie der Proteopithecidae zuzuordnen. Die Größe der Schädel ist vergleichbar mit denen heute lebender Krallenaffen, das Volumen des in ihm sitzenden Gehirns wurde auf 2,7 cm³ geschätzt. Das Körpergewicht von Proteopithecus sylviae wird auf rund 500 Gramm geschätzt (zum Vergleich: Catopithecus browni ca. 600–900 Gramm, Oligopithecus savagei ca. 700–1000 Gramm).
In einer zweiten Publikation wurden 1997 mehr als 20 weitere Fossilien der Art zugeordnet, zumeist Bruchstücke von teilweise bezahnten Unterkiefern und Oberkiefern. Deren Merkmale wurden – im Vergleich mit Catopithecus – als ursprünglicher und als Bestätigung der Hypothese interpretiert, dass Proteopithecus an der Basis der späteren Neuweltaffen oder zumindest in deren Nähe zu verorten ist, „näher […] als jeder andere bekannte Primat.“
Eine genaue Analyse der Bezahnung von Proteopithecus sylviae erbrachte Hinweise, dass die Art einen ausgeprägten Sexualdimorphismus der Eckzähne aufwies. Der Größenunterschied lege nahe, heißt es in einer Studie, dass sowohl Proteopithecus als auch Catopithecus in sozialen Gruppen mit einem polygynen Paarungssystem und einem intensiven Wettbewerb zwischen den männlichen Individuen lebten.

## Belege
1. 1 2  Elwyn L. Simons: Description of two genera and species of late Eocene Anthropoidea from Egypt. In: PNAS. Band 86, Nr. 24, 1989, S. 9956–9960, doi:10.1073/pnas.86.24.9956.
2. ↑  Eintrag Proteopithecus in der Paleobiology Database.
3. ↑  Erik R. Seiffert: Early Primate Evolution in Afro-Arabia. In: Evolutionary Anthropology. Band 21, Nr. 6, 2012, S. 239–253, doi:10.1002/evan.21335.
4. ↑  Erik R. Seiffert, Doug M. Boyer, John G. Fleagle, Gregg F. Gunnell, Christopher P. Heesy, Jonathan M. G. Perry und Hesham M. Sallam: New adapiform primate fossils from the late Eocene of Egypt. In: Historical Biology. Band 30, Nr. 1/2, 2018, S. 204–226, doi:10.1080/08912963.2017.1306522.
5. ↑  Erik R. Seiffert, Marcelo F. Tejedor, John G. Fleagle, Nelson M. Novo, Fanny M. Cornejo, Mariano Bond, Dorien de Vries und Kenneth E. Campbell Jr.: A parapithecid stem anthropoid of African origin in the Paleogene of South America. In: Science. Band 368, 2020, S. 194–197, doi:10.1126/science.aba1135.
6. ↑  Elwyn L. Simons: Preliminary description of the cranium of Proteopithecus sylviae, an Egyptian late Eocene anthropoidean primate. In: PNAS. Band 94, Nr. 26, 1997, S. 14970–14975, doi:10.1073/pnas.94.26.14970.
7. ↑   D. Tab Rasmussen und Elwyn L. Simons: Paleobiology of the oligopithecines, the earliest known anthropoid primates. In: International Journal of Primatology. Band 13, Artikel-Nr.: 477, 1992, doi:10.1007/BF02547829.
8. ↑  Ellen R. Miller und Elwyn L. Simons: Dentition of Proteopithecus sylviae, an archaic anthropoid from the Fayum, Egypt. In: PNAS. Band 94, Nr. 25, 1997, S. 13760–13764, doi:10.1073/pnas.94.25.13760.
9. ↑  Elwyn L. Simons, J. Michael Plavcan und John G. Fleagle: Canine sexual dimorphism in Egyptian Eocene anthropoid primates: Catopithecus and Proteopithecus. In: PNAS. Band 96, Nr. 5, 1999, S. 2559–2562, doi:10.1073/pnas.96.5.2559.